# Lehóc
Lehóc (ukránul: Ляхівці) település Ukrajnában, Kárpátalján, az Ungvári járásban.

## Fekvése
Ungvártól délkeletre, Ungcsertész és Szerednye közt fekvő település. Keresztülfolyik rajta a Villye.

## Története
1910-ben 435 lakosa volt, melyből 37 magyar, 50 német, 348 ruszin volt. Ebből31 római katolikus, 345  görögkatolikus, 52 izraelita volt. A trianoni békeszerződés előtt Ung vármegye Szerednyei járásához tartozott.